# Amazonas (есмінець)
«Амазонас» (порт. Amazonas) — військовий корабель, ескадрений міноносець, головний у своєму типі, що перебував на озброєнні військово-морського флоту Бразилії у 1940—1970-х роках.
«Амазонас» був закладений 28 липня 1940 року на верфі компанії Arsenal de Marinha do Rio de Janeiro у Ріо-де-Жанейро. Будівництво здійснювалося за модифікованим британським проєктом есмінців типу «H» разом із використання американського обладнання та озброєння, насамперед артилерії головного калібру, для заміни шести застарілих есмінців типу «Журуа». 29 листопада 1943 року він був спущений на воду, а 10 листопада 1949 року увійшов до складу ВМС Бразилії.

## Історія служби
31 січня 1953 року корабель увійшов до складу 2-го дивізіону 1-ї ескадри ескадрених міноносців. Тоді ж його бортовий номер було змінено на D-12. У 1957—1958 роках есмінець пройшов модернізацію: одна 127-мм гармата і дві 20-мм гармати «Ерлікон» було демонтовано, замість них встановлено здвоєну гарматну установку калібру 40 мм (на базі Mark 1 Mod 6); здвоєні торпедні апарати також були замінені на два здвоєні Mark 14 Mod 12. Радіоелектронне обладнання також було модернізовано, включаючи заміну двох РЛС кругового огляду (на AN/SPS-4 і AN/SPS-6C з IFF), а також додавання РЛС управління вогнем артилерії Mk 28 для системи управління вогнем Mk 33 Mod 38 і двох приладів наведення Mk 51 для 40-мм гармат. У результаті цих змін водотоннажність корабля зросла до 1450 тонн (стандартна) і 2180 тонн (повна).
У листопаді 1960 року есмінець взяв участь у міжнародних навчаннях «Юнітас І». У 1963 році структура ВМС Бразилії була реорганізована, і «Амазонас» увійшов до складу 21-го дивізіону 2-ї ескадри ескадрених міноносців. З 18 березня по 19 квітня 1966 року корабель разом з однотипними есмінцями «Акрі» та «Арагуарі» брав участь у навчальному поході, а в 1971 році — у навчаннях «Юнітас XII». У 1973 році есмінець був виведений зі складу флоту й списаний на брухт.